# Kreis Nyíregyháza
Der Kreis Nyíregyháza (ungarisch Nyíregyházi járás) ist ein Kreis innerhalb des nordostungarischen Komitats Szabolcs-Szatmár-Bereg. Er trennt den westlicher gelegenen Kreis Tiszavasvári vom Hauptteil des Komitats ab und grenzt außerdem noch an die Kreise Ibrány im Norden, Kemecse im Nordosten, Baktalórántháza im Osten und Nagykálló im Südosten. Im Süden und Westen bildet das Komitat Hajdú-Bihar mit den Kreisen Hajdúhadház und Hajdúböszörmény die Komitatsgrenze.

## Geschichte
Der Kreis ging zur ungarischen Verwaltungsreform Anfang 2013 aus allen 9 Gemeinden seines Vorgängers, dem gleichnamigen Kleingebiet (ungarisch Nyíregyházai kistérség), hervor. Der neue Kreis wurde außerdem noch um 6 Gemeinden verstärkt, so dass daraus ein Zuwachs von 50,12 % der Fläche bzw. 16,3 % der Bevölkerung resultierte und der Kreis daraufhin eine Spitzenposition in Fläche, Bevölkerungszahl und Bevölkerungsdichte einnahm.

## Gemeindeübersicht
Der Kreis Nyíregyháza hat eine durchschnittliche Gemeindegröße von 11.037 Einwohnern auf einer Fläche von 53,97 Quadratkilometern. Ohne die Kreisstadt sinken diese Werte auf 3.393 Ew. bzw. 38,22 km². Die Bevölkerungsdichte beträgt mehr als das Doppelte des Komitatswertes.

Der Verwaltungssitz befindet sich in der größten Stadt, Nyíregyháza, im Zentrum des Kreises gelegen. Die Stadt ist zudem Sitz des Komitats und besitzt Komitatsrechte (ungarisch Megyei jogú város)
| Gemeinde          | Status   | Herkunft Kleingebiet | Einwohnerzahl | Einwohnerzahl | Einwohnerzahl | Fläche (km²) | Bevölkerungs- dichte (Ew./km²) |
| Gemeinde          | Status   | Herkunft Kleingebiet | 01.10.2011    | 01.01.2013    | 01.01.2016    | 01.01.2016   | Bevölkerungs- dichte (Ew./km²) |
| ----------------- | -------- | -------------------- | ------------- | ------------- | ------------- | ------------ | ------------------------------ |
| Apagy             | Gemeinde | Baktalórántháza      | 2.255         | 2.279         | 2.320         | 32,03        | 72,4                           |
| Kálmánháza        | Gemeinde | Nyíregyháza          | 1.918         | 1.905         | 1.830         | 37,24        | 49,1                           |
| Kótaj             | Gemeinde | Nyíregyháza          | 4.447         | 4.496         | 4.424         | 25,93        | 170,6                          |
| Nagycserkesz      | Gemeinde | Nyíregyháza          | 1.816         | 1.785         | 1.762         | 41,48        | 42,5                           |
| Napkor            | Gemeinde | Nyíregyháza          | 3.662         | 3.679         | 3.630         | 37,35        | 97,2                           |
| Nyíregyháza       | Stadt    | Nyíregyháza          | 119.746       | 118.185       | 118.058       | 274,54       | 430,0                          |
| Nyírpazony        | Gemeinde | Nyíregyháza          | 3.444         | 3.403         | 3.372         | 15,05        | 224,1                          |
| Nyírtelek         | Stadt    | Nyíregyháza          | 6.654         | 6.730         | 6.535         | 67,92        | 96,2                           |
| Nyírtura          | Gemeinde | Nyíregyháza          | 1.801         | 1.774         | 1.773         | 21,48        | 82,5                           |
| Rakamaz           | Stadt    | Tiszavasvári         | 4.555         | 4.512         | 4.338         | 42,64        | 101,7                          |
| Sényő             | Gemeinde | Nyíregyháza          | 1.396         | 1.414         | 1.365         | 18,30        | 74,6                           |
| Szabolcs          | Gemeinde | Tiszavasvári         | 345           | 372           | 429           | 5,88         | 73,0                           |
| Timár             | Gemeinde | Tiszavasvári         | 1.336         | 1.345         | 1.290         | 21,82        | 59,1                           |
| Tiszanagyfalu     | Gemeinde | Tiszavasvári         | 1.812         | 1.826         | 1.822         | 27,05        | 67,4                           |
| Újfehértó         | Stadt    | Nagykálló            | 12.931        | 12.979        | 12.607        | 140,88       | 89,5                           |
| Kreis Nyíregyháza |          |                      | 168.118       | 166.684       | 165.555       | 809,59       | 204,5                          |